# Synagoga Loebela Nathana we Wrocławiu
Synagoga Loebela Nathana we Wrocławiu – nieistniejąca prywatna synagoga, która znajdowała się we Wrocławiu, przy ulicy św. Antoniego 23/24.
Synagoga została założona w 1829 roku, z inicjatywy i funduszy Loebela Nathana. W 1888 roku została zlikwidowana.